# Louis Diercxsens
Louis Jean Marie Corneille Diercxsens (* 28. September 1898 in Antwerpen; † 21. April 1992) war ein belgischer Hockeyspieler, der bei Olympischen Spielen mit der belgischen Nationalmannschaft einmal den dritten und einmal den vierten Platz erreichte.

## Sportliche Karriere
Bei den Olympischen Spielen 1920 in Antwerpen kam Diercxsens in einem von drei Spielen für die belgische Mannschaft zum Einsatz, er war beim 1:12 gegen die britische Mannschaft dabei. Die belgische Mannschaft belegte 1920 den dritten Platz hinter den Briten und den Dänen.
Acht Jahre später war Louis Diercxsens als Stürmer der belgischen Mannschaft auch bei den Olympischen Spielen 1928 in Amsterdam dabei. Beim Spiel gegen die österreichische Mannschaft erzielte er die ersten drei Tore. Die Belgier erreichten in der Vorrunde den zweiten Platz hinter der indischen Mannschaft und spielten gegen den Zweiten der anderen Gruppe um die Bronzemedaille. Dieses Spiel gewannen die Deutschen mit 3:0.